# 2016年丰城电厂在建冷却塔坍塌事故
2016年丰城电厂在建冷却塔坍塌事故是一起於2016年11月24日上午7时40分，中国江西省宜春市丰城市丰城电厂3期在建项目冷却塔施工平桥吊倒塌，造成横板混凝土通道坍塌的事故。中國應急管理部稱之為江西丰城发电厂“11·24”冷却塔施工平台坍塌特别重大事故，國務院調查組的報告指73人死亡，2人受傷。

## 事故概要
2016年11月24日7时左右，中华人民共和国江西省宜春丰城电厂的一座冷却塔发生坍塌事故造成大量人员伤亡，截止11月25日，当地政府仍在持续救援中，已有至少73人遇难，2人受伤。该电厂13名相关人员被警方控制，已有部分遇难者家属赶往当地。，据有关媒体报道，该工程为丰城电厂三期扩建工程，是江西省的一个投资超过76亿元的电力重点项目，于2016年7月28日开工。

### 事故原因
截止2016年11月25日，该事件仍在调查中，但该项目现场工作人员表示该事故可能与混凝土强度不够有关。可能是工人为了赶工期而提前拆除冷却塔附近的脚手架而造成混凝土坍塌最终导致该事故。

## 反应

### 中国政府
该事件发生后，国务院总理李克强立即作出指示，要求当地政府抢救被困人员，全力救治伤患，指定国务院有关部门前去处理，以查明事故原因追究责任，强化防范措施，严防此类事故重演。中共中央总书记习近平随后也作出批示，要求做好善后工作，并尽快查明原因，严肃追究责任。
2017年9月15日，国务院调查组调查认定，该起事故为生产安全责任事故。国务院已责成江西省人民政府向国务院作出深刻检查，对江西省政府副省长李贻煌在贯彻落实国家有关安全生产方针政策、法律法规中领导不力，未有效指导督促相关部门和省属企业落实安全生产责任的问题，依法依纪给予通报。其他47名责任人员依法依纪给予党纪政纪处分、诫勉谈话、通报、批评教育，另外司法机关已对31名责任人依法采取刑事强制措施。同时，依法吊销施工单位河北亿能烟塔工程有限公司建筑工程施工总承包一级资质和安全生产许可证，并对工程总承包、监理等单位和相关人员给予相应行政处罚。
2020年4月24日，江西省宜春市中级人民法院和丰城市人民法院、奉新县人民法院、靖安县人民法院对此次事故所涉9件刑事案件进行了公开宣判，对28名被告人和1个被告单位依法判处刑罚。

## 影响与后续发展
截止至2016年11月30日，有15名相关责任人被依法拘留。所有遇难者DNA比对完成，家属签署赔偿协议，遗体也已经火化。

### 赔偿
丰城电厂三期冷却塔项目施工方河北亿能烟塔工程有限公司项目代表尚文翔在接受媒体采访时表示：将会赔偿遇难者家属120万元，并且承担家属在殡仪馆所支出的费用。

### 后续
继震惊全国的11·24丰城电厂施工平台倒塌事故后的短短数月，2017年5月7日，江西丰城再次发生高压电塔倒塌致人死亡事故，事故直接导致四人死亡，一人住院治疗。
5月12日，华夏保险江西分公司按照突发的应急事故对家属理赔申请流程及材料予以简化，并在半天的时间完成了案件处理并结案，当天客户家属收到9万理赔款。